# Dreamcast Collection
『Dreamcast Collection』（ドリームキャストコレクション）は、2011年にセガより発売されたXbox 360とWindows(XP以降)用ゲームソフト。「セガ・ドリームキャスト復刻プロジェクト」として日本国内で発売された4タイトルを収録。日本では未発売だが、どの地域でもプレイできることが確認されている。ディスクをXbox OneまたはXbox Series X/Sに挿入しようとすると、「スペースチャンネル5 パート2」を除くすべてゲームをシステムにダウンロードできる。欧州ではDVDメディアとしてPCでも発売された（型式: INL-S131）。
その後、2011年から2012年の間にSteamでも発売された。日本語対応しているが、日本では購入できない。ただし、セガは『ソニックアドベンチャーDX』と『ソニックアドベンチャー2』の両方を2024年1月23日から日本のSteamユーザーに提供すると発表した。
ソフトのダウンロード販売は2024年12月6日11:59をもって終了（ソニックアドベンチャーDXとソニックアドベンチャー2には適用されません）。

## 収録作品

### Xbox 360・Windows版
- SEGA Bass Fishing
- Sonic Adventure
- Space Channel 5: Part 2
- Crazy Taxi

### Steam版
- SEGA Bass Fishing（2011年3月4日）
- Crazy Taxi（2011年3月4日）
- Sonic Adventure DX: Director's Cut（2011年3月4日、日本では2024年1月23日に発売）
- Space Channel 5: Part 2（2011年3月4日）
- Jet Set Radio（2012年9月12日）
- Sonic Adventure 2（2012年9月12日、日本では2024年1月23日に発売）
- NiGHTS Into Dreams（2012年12月17日） - 「セガ・ドリームキャスト復刻プロジェクト」の一部ではありません。